# RE-pac
Лев Валерьевич Киселёв (на российской рэп-сцене известный как RE-pac; род. 2 июня 1986, Москва) — исполнитель фристайла, автор ряда рэп-композиций, поэт, ведущий концертов и шоу, организатор и учитель первой в России фристайл-школы.

## Биография
Лев Киселёв родился в Новогиреево 2 июня 1986 года. Мать работала врачом, отец — на столичном металлургическом заводе «Серп и молот».
В 2001 году начал писать стихи. С распространением интернета, RE-pac стал участвовать в онлайн-баттлах.
Позже познакомился с группой «Подземелье» (Миша М, МС Sn2op), в составе которой впервые выступил на московской рэп-сцене в 2004 году. Группа просуществовала недолго — RE-pac занялся сольным творчеством, но продолжил выступать и набираться опыта. Стал заниматься фристайлом. Участвовал во всевозможных баттлах — начиная от уличных и подвальных клубов и заканчивая интернет-состязаниями.
6 июня 2012 года, в День Русского языка, RE-pac принял участие в программе «Вечерний Ургант» на Первом канале, где совместно с Noize MC исполнил фристайл, включавший строчки из стихотворений Пушкина.

## Рэп-баттлы
- Snickers Урбания — 2 место (2005);
- СГК (сникерс гуру клан) — 3 место (2005);
- СГК МС Битва — 3 место (2005);
- Серия баттлов от «ЛевПрав Звука» — абсолютный чемпион (2005);
- 6 Официальный баттл Hip-Hop.ru (1210 участников) — вылетел после 5-го раунда (2005)[3];
- Freestyle Jam Battle (серия баттлов) — дважды первое место (2006);
- Moscow vs. New York (командный баттл 2×2) 1 место (с Noize MC) (2006);
- СГК — 1 место в номинации МС, а также 1 место клана (2006)[4];
- Хип-хоп-фестиваль «На старте» — 1 место (2006);
- 7 Официальный баттл Hip-Hop.ru (3282 участников) — вылетел после 5-го раунда (2007)[5];
- Camel Freemotion — 1 место (2007)[6];
- 8 Официальный баттл Hip-Hop.ru (5500 участников) — финалист (2009)[7];
- Участник Битвы за респект 2 (Муз-ТВ), уступил Джигану в отборе (2009)[8][9];
- 9 Официальный баттл Hip-hop.ru (10 тыс. участников) — победитель (2012), в финале выиграл у Рем Дигги[10]
- Versus Battle main event #3 (сезон II)
- SLOVO: Москва (freestyle BPM, 4 сезон)

## Проведение мероприятий
- Snickers Урбания Москва (2006);
- Wifs (Хип-хоп баттлы в Гостином дворе) (2006);
- Серия Хип-хоп баттлов Open Up (2006);
- Snickers Урбания Russia (Нижний Новгород, Екатеринбург, Красноярск, Новосибирск, Казань, Самара, Ростов-на-Дону, Волгоград, Санкт-Петербург, Москва) (2007);
- Snickers Урбания Казахстан (Алматы) (2007);
- Серия хип-хоп баттлов Open Up (2007);
- Всероссийская антинаркотическая акция «Поезд в будущее» (2007);
- Первый всероссийский женский хип-хоп баттл Miss MC (телеканал A-ONE) (2007);
- True Music rap contest (2008);
- Splash freestyle battle (2008);
- Snickers Урбания Russia (Нижний Новгород, Екатеринбург, Красноярск, Новосибирск, Казань, Самара, Ростов-на-Дону, Волгоград, Санкт-Петербург, Москва) (2008);
- Snickers Урбания Казахстан (Алматы) (2008);
- Snickers Урбания Russia (Нижний Новгород, Екатеринбург, Красноярск, Новосибирск, Казань, Самара, Ростов-на-Дону, Волгоград, Санкт-Петербург, Москва) (2009);
- Snickers Урбания Казахстан (Алматы) (2009);
- Snickers Урбания Russia (Казань, Самара, Астрахань, Санкт-Петербург) (2011);[11]
- Snickers Урбания Казахстан (Алматы) (2011).
- Битва двух столиц Москва (2013).

## Проекты
- SomeShitShow
- InDaBattle Show
- Радикальная поэзия
- Творческая акция «Содержание»
- «Новости Олимпиады»

## Дискография

### Студийные альбомы
- 2009 — «История болезни»
- 2010 — «Мрак»
- 2012 — «Король говорит»
- 2016 — «Эфир»

### Саундтреки
- 2011 — «Сам себе господин» («Зайцев+1» | ТНТ)

## Телевидение
- 2012 — «Полицейские будни» — в роли самого себя

## Видеоклипы
- 2011 — «Много хорошего»
- 2011 — «Возвращение Легенды»
- 2011 — «На улицах будущего»
- 2011 — «Будь сильней»
- 2011 — «История болезни»
- 2012 — «Король говорит»